# كارلوس أرويو (مهندس معماري)
كارلوس أرويو (بالإسبانية: Carlos Arroyo) هو مهندس معماري إسباني، ولد في 14 يونيو 1964 في إسبانيا.

## وصلات خارجية
- الموقع الرسمي